# Olympische Winterspiele 1976/Teilnehmer (BR Deutschland)
| Gelbes Symbol für Goldmedaillen mit stilisierten Olympischen Ringen | Graues Symbol für Silbermedaillen mit stilisierten Olympischen Ringen | Braundes Symbol für Bronzemedaillen mit stilisierten Olympischen Ringen |
| ------------------------------------------------------------------- | --------------------------------------------------------------------- | ----------------------------------------------------------------------- |
| 2                                                                   | 5                                                                     | 3                                                                       |

Die Bundesrepublik Deutschland nahm an den Olympischen Winterspielen 1976 in Innsbruck mit einer Delegation von 71 (56 Männer, 15 Frauen) Athleten teil und belegte den sechsten Platz in der Medaillenwertung. Der Bobpilot Wolfgang Zimmerer wurde als Fahnenträger der westdeutschen Mannschaft zur Eröffnungsfeier ausgewählt.

## Medaillen

### Medaillenspiegel
| Rang   | Sportart              | Gold | Silber | Bronze | Gesamt |
| ------ | --------------------- | ---- | ------ | ------ | ------ |
| 1      | Ski Alpin             | 2    | 1      | —      | 7      |
| 2      | Rennrodeln            | —    | 2      | 1      | 6      |
| 3      | Bob                   | —    | 1      | 1      | 4      |
| 4      | Nordische Kombination | —    | 1      | —      | 5      |
| 5      | Eishockey             | —    | —      | 1      | 1      |
| Gesamt | Gesamt                | 2    | 5      | 3      | 10     |

### Medaillengewinner
| Name/n | Sportart              | Wettkampf            |
| --- | --------------------- | -------------------- |
| Gold |                       |                      |
| Rosi Mittermaier | Ski Alpin             | Abfahrt              |
| Rosi Mittermaier | Ski Alpin             | Slalom               |
| Silber |                       |                      |
| Josef Fendt | Rennrodeln            | Einsitzer            |
| Urban Hettich | Nordische Kombination | Einzel Normalschanze |
| Rosi Mittermaier | Ski Alpin             | Riesenslalom         |
| Wolfgang Zimmerer Manfred Schumann | Bob                   | Zweierbob            |
| Hans Brandner Balthasar Schwarm | Rennrodeln            | Doppelsitzer         |
| Bronze |                       |                      |
| Klaus Auhuber Ignaz Berndaner Wolfgang Boos Lorenz Funk Martin Hinterstocker Toni Kehle Udo Kießling Walter Köberle Ernst Köpf Erich Kühnhackl Stefan Metz Rainer Philipp Franz Reindl Alois Schloder Rudi Thanner Ferenc Vozar Josef Völk Erich Weishaupt | Eishockey             | Mannschaft           |
| Wolfgang Zimmerer Bodo Bittner Manfred Schumann Peter Utzschneider | Bob                   | Viererbob            |
| Elisabeth Demleitner | Rennrodeln            | Einsitzer            |

## Teilnehmer nach Sportarten

### Biathlon
| Athleten                                                   | Wettbewerbe        | Zeit         | Fehler | Rang |
| ---------------------------------------------------------- | ------------------ | ------------ | ------ | ---- |
| Männer                                                     |                    |              |        |      |
| Alois Kanamüller                                           | 20 km Einzel       | 1:25:25,26 h | 8      | 34   |
| Heinrich Mehringer                                         | 20 km Einzel       | 1:18:49,15 h | 2      | 11   |
| Josef Niedermeier                                          | 20 km Einzel       | 1:23:33,63 h | 5      | 26   |
| Claus Gehrke Josef Keck Heinrich Mehringer Gerhard Winkler | 4 × 7,5 km Staffel | 2:04:11,86 h | 4      | 4    |

### Bob
| Athleten                                                           | Wettbewerb | Lauf 1  | Lauf 1 | Lauf 2  | Lauf 2 | Lauf 3  | Lauf 3 | Lauf 4  | Lauf 4 | Gesamt      | Gesamt |
| Athleten                                                           | Wettbewerb | Zeit    | Rang   | Zeit    | Rang   | Zeit    | Rang   | Zeit    | Rang   | Zeit        | Rang   |
| ------------------------------------------------------------------ | ---------- | ------- | ------ | ------- | ------ | ------- | ------ | ------- | ------ | ----------- | ------ |
| Männer                                                             |            |         |        |         |        |         |        |         |        |             |        |
| Wolfgang Zimmerer Manfred Schumann                                 | Zweierbob  | 56,09 s | 2      | 56,31 s | 3      | 56,26 s | 2      | 56,33 s | 2      | 3:44,99 min | Silber |
| Georg Heibl Fritz Ohlwärter                                        | Zweierbob  | 56,36 s | 4      | 56,43 s | 4      | 56,59 s | 5      | 56,75 s | 6      | 3:46,13 min | 5      |
| Wolfgang Zimmerer Bodo Bittner Manfred Schumann Peter Utzschneider | Viererbob  | 54,82 s | 3      | 54,87 s | 3      | 55,53 s | 3      | 56,15 s | 3      | 3:41,37 min | Bronze |
| Georg Heibl Hans Morant Fritz Ohlwärter Siegfried Radandt          | Viererbob  | 54,92 s | 4      | 54,98 s | 4      | 55,70 s | 5      | 56,87 s | 8      | 3:42,47 min | 5      |

### Eishockey
| Wettbewerb  | Männer |
| ----------- | --- |
| Spieler     | Klaus Auhuber Ignaz Berndaner Wolfgang Boos Lorenz Funk Martin Hinterstocker Toni Kehle Udo Kießling Walter Köberle Ernst Köpf Erich Kühnhackl Stefan Metz Rainer Philipp Franz Reindl Alois Schloder Rudi Thanner Ferenc Vozar Josef Völk Erich Weishaupt |
| Trainer     | Xaver Unsinn |
| Vorrunde    | Schweiz 5:1 |
| Finalrunde  | Polen 7:4 Finnland 3:5 Sowjetunion 3:7 Tschechoslowakei 4:7 Vereinigte Staaten 4:1 |
| Platzierung | Bronze |

### Eiskunstlauf
| Athleten                      | Wettbewerbe | Pflicht | Kurzprogramm | Kür/Kürtanz | Gesamt | Gesamt |
| Athleten                      | Wettbewerbe | Rang    | Rang         | Rang        | Punkte | Rang   |
| ----------------------------- | ----------- | ------- | ------------ | ----------- | ------ | ------ |
| Frauen                        |             |         |              |             |        |        |
| Isabel de Navarre             | Einzel      | 1       | 11           | 12          | 182,42 | 5      |
| Dagmar Lurz                   | Einzel      | 7       | 10           | 11          | 178,04 | 10     |
| Mixed                         |             |         |              |             |        |        |
| Corinna Halke Eberhard Rausch | Paarlauf    | –       | 8            | 8           | 127,37 | 8      |

### Eisschnelllauf
| Athleten        | Wettbewerbe | Zeit           | Rang |
| --------------- | ----------- | -------------- | ---- |
| Frauen          |             |                |      |
| Monika Pflug    | 500 m       | 44,36 s        | 12   |
| Monika Pflug    | 1000 m      | 1:29,54 min OR | 5    |
| Männer          |             |                |      |
| Horst Freese    | 500 m       | DNF            | DNF  |
| Horst Freese    | 1000 m      | 1:21,48 min    | 9    |
| Herbert Schwarz | 1500 m      | 2:03,76 min    | 12   |
| Herbert Schwarz | 5000 m      | 7:52,26 min    | 15   |

### Nordische Kombination
| Athleten      | Wettbewerb           | Skispringen | Skispringen | Skispringen | Skispringen | Langlauf     | Langlauf | Langlauf | Gesamt | Gesamt |
| Athleten      | Wettbewerb           | 1. Weite    | 2. Weite    | Punkte      | Rang        | Zeit         | Punkte   | Rang     | Punkte | Rang   |
| ------------- | -------------------- | ----------- | ----------- | ----------- | ----------- | ------------ | -------- | -------- | ------ | ------ |
| Männer        |                      |             |             |             |             |              |          |          |        |        |
| Günther Abel  | Einzel Normalschanze | 74,0 m      | 74,0 m      | 196,8       | 14          | 50:29,77 min | 197,77   | 14       | 394,57 | 14     |
| Urban Hettich | Einzel Normalschanze | 74,5 m      | 75,0 m      | 198,9       | 11          | 48:01,55 min | 220,00   | 1        | 418,90 | Silber |

### Rennrodeln
| Athlet                             | Wettbewerb   | Lauf 1   | Lauf 1 | Lauf 2   | Lauf 2 | Lauf 3   | Lauf 3 | Lauf 4   | Lauf 4 | Gesamt       | Gesamt |
| Athlet                             | Wettbewerb   | Zeit     | Rang   | Zeit     | Rang   | Zeit     | Rang   | Zeit     | Rang   | Zeit         | Rang   |
| ---------------------------------- | ------------ | -------- | ------ | -------- | ------ | -------- | ------ | -------- | ------ | ------------ | ------ |
| Frauen                             |              |          |        |          |        |          |        |          |        |              |        |
| Elisabeth Demleitner               | Einsitzer    | 43,138 s | 7      | 42,535 s | 1      | 42,388 s | 2      | 42,995 s | 7      | 2:51,056 min | Bronze |
| Monika Scheftschik                 | Einsitzer    | 42,863 s | 2      | 42,732 s | 4      | 42,981 s | 9      | 42,964 s | 5      | 2:51,540 min | 7      |
| Männer                             |              |          |        |          |        |          |        |          |        |              |        |
| Josef Fendt                        | Einsitzer    | 52,694 s | 2      | 51,933 s | 1      | 51,749 s | 3      | 51,820 s | 2      | 3:28,196 min | Silber |
| Stefan Hölzlwimmer                 | Einsitzer    | 52,766 s | 4      | 52,226 s | 6      | 52,036 s | 4      | DNF      | DNF    | DNF          | DNF    |
| Anton Winkler                      | Einsitzer    | 52,755 s | 3      | 52,194 s | 5      | 52,219 s | 7      | 52,352 s | 6      | 3:29,520 s   | 6      |
| Hans Brandner Balthasar Schwarm    | Doppelsitzer | 42,792 s | 2      | 43,097 s | 4      | –        | –      | –        | –      | 1:25,889 min | Silber |
| Rudolf Größwang Stefan Hölzlwimmer | Doppelsitzer | 43,205 s | 5      | 43,033 s | 3      | –        | –      | –        | –      | 1:26,238 min | 4      |

### Ski Alpin
| Athleten             | Wettbewerb   | Lauf 1      | Lauf 1 | Lauf 2      | Lauf 2 | Gesamt      | Gesamt |
| Athleten             | Wettbewerb   | Zeit        | Rang   | Zeit        | Rang   | Zeit        | Rang   |
| -------------------- | ------------ | ----------- | ------ | ----------- | ------ | ----------- | ------ |
| Frauen               |              |             |        |             |        |             |        |
| Pamela Behr          | Slalom       | 46,88 s     | 1      | 45,63 s     | 7      | 1:32,31 min | 5      |
| Monika Berwein       | Slalom       | 49,17 s     | 14     | DNF         | DNF    | DNF         | DNF    |
| Irene Epple          | Abfahrt      | –           | –      | –           | –      | 1:48,91 min | 10     |
| Irene Epple          | Riesenslalom | –           | –      | –           | –      | 1:31,46 min | 15     |
| Maria Epple          | Abfahrt      | –           | –      | –           | –      | 1:51,41 min | 23     |
| Maria Epple          | Riesenslalom | –           | –      | –           | –      | 1:33,02 min | 24     |
| Evi Mittermaier      | Abfahrt      | –           | –      | –           | –      | 1:49,23 min | 13     |
| Evi Mittermaier      | Riesenslalom | –           | –      | –           | –      | 1:30,64 min | 8      |
| Rosi Mittermaier     | Abfahrt      | –           | –      | –           | –      | 1:46,16 min | Gold   |
| Rosi Mittermaier     | Riesenslalom | –           | –      | –           | –      | 1:29,25 min | Silber |
| Rosi Mittermaier     | Slalom       | 46,77 s     | 2      | 43,77 s     | 1      | 1:30,54 min | Gold   |
| Christa Zechmeister  | Slalom       | 48,20 s     | 8      | 45,52 s     | 6      | 1:33,72 min | 7      |
| Männer               |              |             |        |             |        |             |        |
| Albert Burger        | Riesenslalom | 1:47,32 min | 12     | 1:45,36 min | 11     | 3:32,68 min | 10     |
| Albert Burger        | Slalom       | 1:03,38 min | 17     | 1:06,93 min | 16     | 2:10,31 min | 15     |
| Sepp Ferstl          | Abfahrt      | –           | –      | –           | –      | 1:48,41 min | 17     |
| Sepp Ferstl          | Riesenslalom | 1:49,98 min | 30     | 1:51,54 min | 28     | 3:41,52 min | 28     |
| Sepp Ferstl          | Slalom       | 1:06,32 min | 29     | 1:08,02 min | 20     | 2:14,34 min | 20     |
| Peter Fischer        | Abfahrt      | –           | –      | –           | –      | 1:48,18 min | 15     |
| Wolfgang Junginger   | Abfahrt      | –           | –      | –           | –      | 1:50,48 min | 29     |
| Wolfgang Junginger   | Riesenslalom | 1:49,79 min | 29     | 1:46,23 min | 14     | 3:36,02 min | 19     |
| Wolfgang Junginger   | Slalom       | 1:00,95 min | 3      | 1:06,13 min | 11     | 2:07,08 min | 6      |
| Christian Neureuther | Riesenslalom | 1:52,29 min | 37     | 1:51,73 min | 29     | 3:44,02 min | 30     |
| Christian Neureuther | Slalom       | 1:01,70 min | 8      | 1:04,86 min | 5      | 2:06,56 min | 5      |
| Michael Veith        | Abfahrt      | –           | –      | –           | –      | 1:49,02 min | 22     |

### Skilanglauf
| Athleten                                              | Wettbewerbe       | Zeit         | Rang |
| ----------------------------------------------------- | ----------------- | ------------ | ---- |
| Frauen                                                |                   |              |      |
| Michaela Endler                                       | 5 km              | 17:08,68 min | 21   |
| Michaela Endler                                       | 10 km             | 32:55,62 min | 25   |
| Iris Schulze                                          | 5 km              | 18:04,81 min | 33   |
| Iris Schulze                                          | 10 km             | 33:43,82 min | 31   |
| Männer                                                |                   |              |      |
| Franz Betz                                            | 15 km             | 47:39,15 min | 38   |
| Franz Betz                                            | 30 km             | 1:34:55,54 h | 18   |
| Franz Betz                                            | 50 km             | DNF          | DNF  |
| Walter Demel                                          | 30 km             | 1:37:44,17 h | 40   |
| Walter Demel                                          | 50 km             | 2:46:55,95 h | 25   |
| Georg Kandlinger                                      | 15 km             | 47:20,13 min | 31   |
| Georg Kandlinger                                      | 50 km             | DNF          | DNF  |
| Hans Speicher                                         | 15 km             | 48:28,90 min | 45   |
| Hans Speicher                                         | 30 km             | 1:36:52,45 h | 36   |
| Georg Zipfel                                          | 15 km             | 45:38,10 min | 7    |
| Georg Zipfel                                          | 30 km             | 1:34:04,71 h | 14   |
| Georg Zipfel                                          | 50 km             | 2:46:20,30 h | 23   |
| Walter Demel Franz Betz Georg Kandlinger Georg Zipfel | 4 × 10 km Staffel | 2:12:38,96 h | 9    |

### Skispringen
| Athleten           | Wettbewerb    | 1. Durchgang | 1. Durchgang | 1. Durchgang | 2. Durchgang | 2. Durchgang | 2. Durchgang | Gesamt | Gesamt |
| Athleten           | Wettbewerb    | Weite        | Punkte       | Rang         | Weite        | Punkte       | Rang         | Punkte | Rang   |
| ------------------ | ------------- | ------------ | ------------ | ------------ | ------------ | ------------ | ------------ | ------ | ------ |
| Männer             |               |              |              |              |              |              |              |        |        |
| Alfred Grosche     | Normalschanze | 80,0 m       | 115,3        | 13           | 80,5 m       | 116,6        | 9            | 231,9  | 10     |
| Alfred Grosche     | Großschanze   | 89,5 m       | 100,3        | 13           | 84,5 m       | 92,8         | 16           | 193,1  | 16     |
| Sepp Schwinghammer | Normalschanze | 75,5 m       | 106,1        | 26           | 76,5 m       | 109,2        | 22           | 215,3  | 23     |

## Weblink
- Deutsche Olympiamannschaft 1976 in der Datenbank von Sports-Reference (englisch; archiviert vom Original)